# Greencastle (Indiana)
Greencastle è una città degli Stati Uniti d'America, situata nello Stato dell'Indiana e in particolare nella contea di Putnam, della quale è il capoluogo.